# Aria
Aria, av italienska och franska air, "luft", är solosång, alltid med ackompanjemang, som oftast ingår i operor och sakral musik, men förekommer även som fristående musikstycke under beteckningen konsertaria. De första ariorna var skrivna i enkel strofisk form, men under barockens glanstid (cirka 1670-1750) utvecklades arian till att bli ett alltmer konstfullt, till viss del ytterst virtuost sångnummer. Den mest omtyckta ariaformen under barocken var den så kallade da capo-arian, en tredelad form som fick sitt namn av att den första delen återkom efter mellandelen (A-B-A). Under 1800-talet kom den deklamatoriska dramatiska monologen (i till exempel Wagners musikdramer) att utgöra ett alternativ till den italienska och franska arian, men arior förekommer även i nutida musikdramatiska verk. På italienska är arietta en mindre aria.